# Beaver Creek Resort
Pour les articles homonymes, voir Beaver Creek et Beaver.
Beaver Creek est une station de sports d'hiver américaine située dans le Colorado. Le complexe se compose de trois villages, le principal Beaver Creek, Bachelor Gulch et Arrowhead à l'ouest.

## Histoire
La station, créée en décembre 1980, accueille régulièrement des épreuves de la Coupe du monde de ski alpin sur la Birds of Prey. Elle coorganise les Championnats du monde de 1999 et Championnats du monde de ski alpin de 2015 avec Vail.

## Domaine skiable
Le domaine skiable de Beaver Creek a une surface de 7,41 km2 et se situe entre 2 469 et 3 488 mètres d'altitude. Il compte 25 remontées et 150 pistes.

## Personnalités liées à la station
- Alphonse de Bourbon (1936-1989), prétendant au trône de France.